# Klockargrynnan
Klockargrynnan is een eiland in de monding van de Zweedse Kalixrivier. Het ronde eiland ligt tussen Risögrund en Karlsborg en een baai aan de riviermonding. Het heeft geen vaste oeververbinding. Het heeft een oppervlakte van ongeveer 3 hectare.